# Argentinas U/20-fodboldlandshold
Argentinas U/20-fodboldlandshold er Argentinas landshold for fodboldspillere, som er under 20 år og administreres af Asociación del Fútbol Argentino (AFA).
Skabelon:U/20-CONMEBOL-landshold